# Contemplating the Engine Room
Contemplating the Engine Room – drugi album Mike’a Watta wydany w 1997 przez wytwórnię Columbia Records. Materiał nagrano między 5 maja a 21 czerwca 1997.

## Lista utworów
1. „In the Engine Room” (M. Watt) – 4:53
2. „Red Bluff” (M. Watt) – 3:29
3. „The Bluejackets' Manual” (M. Watt) – 2:15
4. „Pedro Bound!” (M. Watt) – 3:22
5. „The Boilerman” (M. Watt) – 5:02
6. „Black Gang Coffee” (M. Watt) – 3:28
7. „Topsiders” (M. Watt) – 2:25
8. „No One Says Old Man (to the Old Man)” (M. Watt) – 4:11
9. „Fireman Hurley” (M. Watt) – 2:18
10. „Liberty Calls!” (M. Watt) – 4:40
11. „In the Bunk Room/Navy Wife” (M. Watt) – 2:00
12. „Crossing the Equator” (M. Watt) – 4:20
13. „Breaking the Choke Hold” (M. Watt) – 3:44
14. „Wrapped Around the Screw” (M. Watt) – 2:39
15. „Shore Duty” (M. Watt) – 4:50

## Skład
- Mike Watt – śpiew, gitara basowa
- Nels Cline – gitara
- Stephen Hodges – perkusja

produkcja
- Mike Watt – producent
- Robert Vosgien – mastering
- Louis Pacheco-Lopez – mix
- Ralph Naranjo – mix
- George Tseng – nagranie
- Rob Seifert – nagranie